# Saint-Éloy-la-Glacière
Saint-Éloy-la-Glacière är en kommun i departementet Puy-de-Dôme i regionen Auvergne-Rhône-Alpes i centrala Frankrike. Kommunen ligger i kantonen Saint-Amant-Roche-Savine som tillhör arrondissementet Ambert. År 2022 hade Saint-Éloy-la-Glacière 63 invånare.

## Befolkningsutveckling
Antalet invånare i kommunen Saint-Éloy-la-Glacière
| Referens: INSEE |